# CLU
CLU – język programowania stworzony przez Barbarę Liskov w MIT w Laboratorium Nauk Komputerowych przy wsparciu ze strony National Science Foundation i DARPA. Język powstawał w latach 1972–1975. Nazwa pochodzi od pierwszych liter słowa "cluster".
CLU był pierwszym zaimplementowanym językiem programowania wprowadzającym abstrakcyjne typy danych i iteratory.